# ザ・メスカレロス
ジョー・ストラマー（Joe Strummer）＆ザ・メスカレロス (The Mescaleros) は1999年に結成されたジョー・ストラマーのバンド。2002年のストラマーの死までに3枚のアルバムを発表した。メンバーの多くは複数の楽器をこなす才能があった。オリジナル・メンバーはボーカルとギターのストラマー、ギターのアンソニー・ゲン、ベースのスコット・シールズ、キーボードとギター（曲によりフルートやサクソフォーンも使用）のマーティン・スラットリー、パーカッションのパブロ・クック、ドラムのスマイリー。リチャード・フラックも様々な効果音、楽器で参加している。
音楽的には、メスカレロスはストラマーがクラッシュ時代に知られたジャンル・ミキシングを継承した。レゲエ、ジャズ、ファンク、ヒップホップ、カントリー、それにもちろんパンク・ロックの要素が、3枚のアルバムに窺える。

## メンバー
- ジョー・ストラマー - リード・ボーカル、リズム・ギター
- マーティン・スラットリー - リード・ギター、キーボード、サクソフォーン、フルート
- スコット・シールズ - ギター、ベース
- アンソニー・ゲン - ギター (1999-2000)
- サイモン・スタッフォード - ベース、トロンボーン (2001-2002)
- タイモン・ドッグ - ヴァイオリン、スパニッシュギター、キーボード (2000-2002)
- ジョン・ブラックバーン - ベース (2000)
- ジミー・ホガース - ベース (2000)
- パブロ・クック - パーカッション (1999-2001)
- ルーク・バレン - ドラムス (2001-2002)
- スティーヴ・“スマイリー”・バーナード - ドラムス (1999-2000)

スラットリーはウィリアムズのアルバム『ライフ・スルー・ア・レンズ』にクレジットされており、シールズは彼の友人である。奇異なことに、初期メンバーのうち手慣れた楽器を演奏したのはスマイリーだけである。ゲンは下手では無いもののリード・ギターを務めるほどの腕ではなく、そのためにスラットリーが呼ばれた。彼は管楽器とキーボードの訓練は受けており、一通りの楽器はこなす才能があった。ストラマーは、スラットリーがツアーバスのフロントガラスでワンホール回ることができる、と冗談で評した。シールズは元々ドラマーだが、ベースとしてバンドに呼ばれ、その後ギターに移った。
アンソニー・ゲンは2004年に仲間のマーティン・スラットリーとジ・アワーズを結成した。

## 来歴

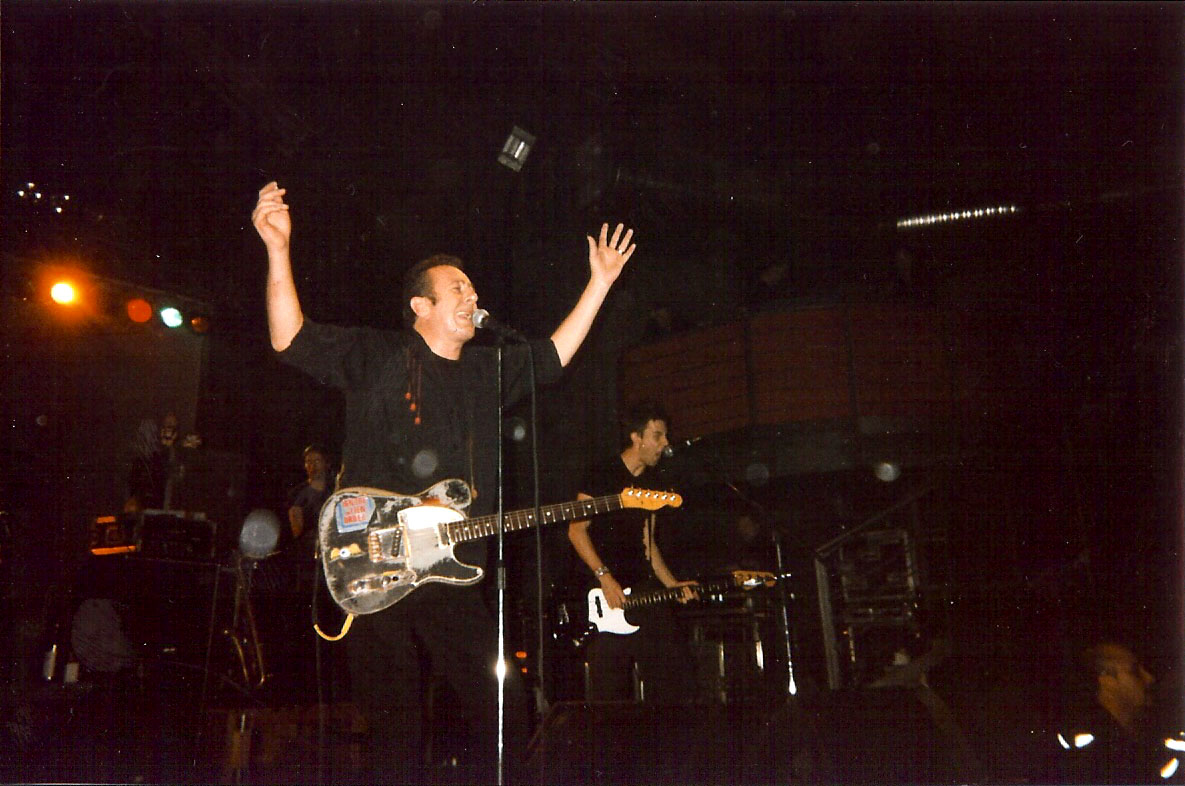

バンドはストラマーとパブロ・クック、リチャード・ノリスの共同制作に端を発する。彼ら3人は短編映画『トンネル・オヴ・ラヴ』『クスチョン・オヴ・オナー』のサウンドトラックのために集まった。「ヤラヤラ (Yalla Yalla)」はこの3人が作り、アンソニー・ゲンがミックスしたものである。ゲンが呼ばれ、新曲「テクノDデイ」のレコーディングが行われた。この時点でストラマーはゲンの要請を受け新たなレコードの録音を開始した。
オリジナル・ドラマーのゲド・リンチは『X-レイ・スタイル』が完成する前に脱退、スマイリー（元ロビー・ウィリアムズのドラマー）が呼ばれた。シールズとスラットリーは何度もの交渉を通じて加入。
最初のギグはゲンの故郷であるシェフィールドのリードミルで1999年6月5日に行われた。同年8月１日にはフジロックフェスティバルに出演。その後6か月に亘る長期ツアーを行い、その間に『グラストンベリー・フェスティバル』に出演、アメリカやヨーロッパをまわった。2000年にはオーストラリアの『ビッグ・デイ・アウト』に出演、ニュージーランドや日本もまわった。
カリフォルニアのパンク・レーベル「ヘルキャット・レコード」と契約、3枚のアルバムを発売。ファーストアルバム『X-レイ・スタイル』発売後にイングランド、北米をツアーを行った。この時の演奏曲にはクラッシュファンお気に入りの曲も含まれている。
ストラマーの旧友タイモン・ドッグは2000年にヴァイオリンやスパニッシュギターでバンドに加わった。名誉メンバーとしてジョン・ブラックバーンとジミー・ホガースもいた。彼らはスコット・シールズの替わりのベースとして2000年のザ・フーサポートツアー（このツアーはドッグが初めて参加したツアーである）に参加した。
ゲンとスマイリーの脱退後、シールズがギターに転向、サイモン・スタッフォードがベース、ルーク・バレンがドラムとして参加した。パブロ・クックは2001年に脱退し、モビィに加わる。
アルバム『グローバル・ア・ゴー・ゴー』のリリース後、21日間のツアーで北米、イギリス、アイルランドをまわり、「ハーダー・ゼイ・カム」、「ルーディたちへのメッセージ (A Message To You, Rudie)」といったレゲエのカヴァー曲に加え、今回も「ロンドン・コーリング」、「しくじるなよ、ルーディ」といったクラッシュの曲を演奏した。そして、最後はラモーンズの「ブリッツクリーク・バップ」で締めくくった。
バンドは2006年6月27日に公開されたディック・ルード監督の映画『レッツ・ロック・アゲイン』の主題にもなった。また多くのDVDにも登場し、『ブラックホーク・ダウン』、『Mr.&Mrs. スミス』をはじめとする映画でも多く曲が使われている。「ジョニー・アップルシード」はHBOのドラマ『ジョン・フロム・シンシナチ』の主題歌になった。
最後のライヴは2002年11月22日にリヴァプールで行われた。このライヴは、アクトン・タウン・ホールでの11月15日のライヴの陰で見落とされがちである。15日は消防士のための慈善ライブで、ミック・ジョーンズがステージに上がり、20年ぶりにストラマーとクラッシュの「バンクロバー」を共演、さらにアンコールで「白い暴動」と「ロンドンは燃えている!」を演奏した。ジョージ・ビネットによる64ページの "The Last Night London Burned"（ロンドンが燃えた最後の夜）でストラマーとジョーンズの未公開写真が紹介され、グレッグ・マクドナルドとアラン・ミルズは26分の映画をメスカレロスのラストライヴ唯一の映像記録として発表した。このツアーの終了後、バンドはレコーディングの準備を始めたが、ストラマーは2002年12月22日、先天性心疾患で死亡。愛犬の散歩から戻っての出来事である。
最終アルバム『ストリートコア』は没後の2003年10月20日に発売された。
バンドは2001年に『フーテナニー・フェスティバル』のツアーだけではなく、『ザ・レイトショー・ウィズ・デヴィッド・レターマン』や『レイトナイト・ウィズ・コナン・オブライエン』への出演もした。
メスカレロスのメンバーはイギリスやヨーロッパでの追悼コンサートで演奏した。

## ディスコグラフィ
- X-レイ・スタイル （1999年）
- グローバル・ア・ゴー・ゴー （2001年）
- ストリートコア （2003年）

## ザ・メスカレロスが登場する映像作品
- ビバ・ジョーストラマー マイク・パーキンソン監督 (2007年3月DVD発売）
- ロンドン・コーリング/ザ・ライフ・オブ・ジョー・ストラマー ジュリアン・テンプル監督（2008年3月DVD発売）
- レッツ・ロック・アゲイン ディック・ルード監督
- レイター：レジェンズ
- フーテナニーDVD
- ギヴ・エム・ザ・ブート
- グラスタンブリー・ザ・ムーヴィー